# Zaphne coquilletti
Zaphne coquilletti är en tvåvingeart som beskrevs av Griffiths 1998. Zaphne coquilletti ingår i släktet Zaphne och familjen blomsterflugor. Inga underarter finns listade i Catalogue of Life.